# Cheyletidae
Die Cheyletidae sind eine Familie der prostigmaten Milben. Sie besitzen kurze, stilettartige Cheliceren. Die Palpen sind groß und zangenartig. Der kurze Tarsus der Palpen entspringt meist vom hinteren Teil der Tibia und trägt kamm- und sichelartige Borsten. Die Familie enthält sowohl freilebende Formen als auch Parasiten im Fell von Säugetieren oder im Gefieder von Vögeln. Die freilebende Formen sind im Boden, unter Baumrinden, in organischen Abfällen, in Nestern von Säugetieren, Vögeln und Insekten oder in den Hymenophoren von Pilzen zu finden. Einige Arten sind phoretisch und nutzen Insekten wie Bienen als Transportmittel. Die Familie ist weltweit verbreitet und enthält 75 Gattungen mit 438 Arten, Typgattung ist Cheyletiella.